# Stenotaenia asiaeminoris
Stenotaenia asiaeminoris är en mångfotingart som först beskrevs av Karl Wilhelm Verhoeff 1898.  Stenotaenia asiaeminoris ingår i släktet Stenotaenia och familjen storjordkrypare.
Artens utbredningsområde är Turkiet. Inga underarter finns listade i Catalogue of Life.